# Brevoortia aurea
Brevoortia aurea és una espècie de peix pertanyent a la família dels clupeids.

## Descripció
- Pot arribar a fer 26 cm de llargària màxima.[5][6]

## Alimentació
Menja sobretot fitoplàncton.

## Depredadors
A l'Argentina és depredat per Paralichthys orbignyanus.

## Hàbitat
És un peix marí, pelàgic-nerític i de clima subtropical (22°S-38°S, 60°W-42°W).

## Distribució geogràfica
Es troba a l'Atlàntic sud-occidental: des de Rio de Janeiro (el Brasil) fins, probablement, la desembocadura del riu de la Plata (l'Argentina).

## Observacions
És inofensiu per als humans.